# Katja Stam
Katja Stam, född 3 oktober 1998 i Emmen, Nederländerna, är en beachvolleyspelare.
Stam spelade för första gången i den nederländska touren, Nationale Beach Competitie 2016 tillsammans med dels Juliette van Duijnhoven, dels Mered de Vries och hade flera topp tio-resultat. Hon deltog i U20-EM i augusti samma år tillsammans med Pleun Ypma, där de kom på 17:e plats. Hon fortsatt spela både i Nationale Beach Competitie och i Coop Beachtour (motsvarande turnering i Schweiz) 2017. Hon spelade då tillsammans med Julia Wouters samt Emma Piersma. I Nederländerna vann de turneringen i Sint Anthonis. Vid U22-EM 2017 kom Stam och Wouters på 17:e plats med Stam och med Mexime van Driel kom Stam trea vid U20-EM senare samma år. 
Under 2018 deltog Stam och Wouter i flera en- och tvåstjärneturneringar på FIVB Beach Volleyball World Tour. I Nationale Beach Competitie kom de femma vid flera tillfällen. Vid studentvärldsmästerskapen 2018 kom hon åtta i par med Pleun Ypma. Med van Driel blev hon nia vid U22-EM. Under 2019 nådde Stam och Wouters flera semifinaler på FIVB Beach Volleyball World Tour i enstjärneturneringar, med en tredjeplats som bäst. I Nationale Beach Competitie vann de tre turneringar (i Heerlen, Zaanstad och Groningen).
Sedan 2020 har Stam spelat med Raïsa Schoon. Under den första (av Covid-19-pandemin påverkade) säsongen spelade de främst i Nederländerna där de vann fyra turneringar av fem och dessutom vann nederländska mästerskapet. Den enda tävlingarna med internationellt motstånd som de spelade under året var en King of the Court-turnering i Utrecht.
I februari 2021 vann de bägge, tillsammans med Keizer / Meppelink, Nations Clash för Nederländerna. På FIVB Beach Volleyball World Tour kom de femma som bäst vid spel i fyrstjärniga tävlingar. Stam och Schoon kvalificerade sig genom Continental Cup för OS 2020 (spelat i augusti 2021). Där åkte de ut i gruppspelsomgången. Därefter gick det bättre vid EM där de tog silver och vid nederländska mästerskapet, där de försvarade sin titel.
Parets spel i Volleyball World Beach Pro Tour 2022 var framgångsrikt med flera bra placeringar, med en seger i en Elite16-turnering som största framgång. De gick till kvartsfinal vid VM och kom trea vid EM. De kom även trea vid tourfinalen i Doha i januari 2023. Under Volleyball World Beach Pro Tour 2023 vann de en Elite16-turnering. Under Volleyball World Beach Pro Tour 2024 har de som bäst nått final.